# Friedrich Tivadar
Friedrich Tivadar (Pest, 1862. október 8. – Budapest, Erzsébetváros, 1945. január 31.) magyar szakíró, újságíró, lapszerkesztő.

## Élete
Friedrich József (1838–1921) zálogházi becslő és Bloch Júlia (1837–1919) fia. Középiskolai tanulmányait a budapesti evangélikus főgimnáziumban végezte, majd a Budapesti Tudományegyetemen jogot tanult. 1888-ban ügyvédi oklevelet nyert. 1883-tól a Pester Lloyd munkatársa, két évtizeden át az országgyűlési rovat vezetője, 1907-től közgazdasági rovat szerkesztője, az ellenforradalmi rendszerben felelős szerkesztője volt. 1893-tól szerkesztette a sütőiparos-egylet Hungaria című szaklapját. 1928-ban publicisztikai érdemeinek elismeréséül megkapta a kormányfőtanácsosi címet. Magyarországi levelezője volt a lipcsei Illustrierte Zeitungnak, a bécsi Zeitnek, a londoni Morning Postnak és a New York Heraldnak. A budapesti gettóban végelgyengülés következtében hunyt el.

## Magánélete
Házastársa Pick Erzsébet (1872–1945) volt, Pick Samu építkezési vállalkozó és Schiff Malvina lánya, akit 1892. február 7-én Budapesten vett nőül.
Lányai
- Friedrich Eugénia (1894–?), dr. Herzog Emil (1887–?) ügyvéd felesége.[10]
- Friedrich Alice (1895–1945),[11] Bihar (Berger) Benő (1884–1945) mérnök felesége.

## Művei
- A sör megadóztatása (Budapest, 1899)